# مارك رووي
مارك رووي (بالإنجليزية: Mark Rowe)‏ هو عداء سريع أمريكي، ولد في 28 يوليو 1960.

## وصلات خارجية
- مارك رووي على موقع الاتحاد الدولي لألعاب القوى (الإنجليزية)